# Pilimyia lasiophthalma
Pilimyia lasiophthalma är en tvåvingeart som beskrevs av Malloch 1930. Pilimyia lasiophthalma ingår i släktet Pilimyia och familjen parasitflugor. Inga underarter finns listade i Catalogue of Life.